# Jan Zydler
Jan Zydler (ur. 1867, zm. 9 czerwca 1934) – polski matematyk, pedagog, autor podręczników.
Absolwent Wydziału Matematycznego Uniwersytetu Warszawskiego. Autor wielokrotnie wydawanych podręczników geometrii. 
Organizator i pierwszy (w latach 1906–1927 z przerwą w roku szkolnym 1913/1914) dyrektor Szkoły Realnej im. Stanisława Staszica, w której był również nauczycielem matematyki i geometrii. W latach 1913–1914 był dyrektorem Kaliskiej Szkoły Handlowej.

## Publikacje
- Jan Zydler: Geometria. Warszawa: Prószyński i S-ka, 1997, seria: Matematyka Szkolna. ISBN 83-7180-155-6. Brak numerów stron w książce, dostępna w serwisie Wirtualny Wszechświat[2]
- Jan Zydler: Geometria: podręcznik na klasę II gimnazjalną. Edinburgh: Erroll Publ., 1945. Brak numerów stron w książce
- Jan Zydler: Geometrya w zakresie szkoły średniej, część I Planimetrya, część II Stereometrya, wyd. M. Arct, Warszawa 1906[3]